# Franz Hiller (Politiker)
Franz Hiller (* 25. Juni 1948 in Unterstinkenbrunn) ist ein österreichischer Politiker (ÖVP) und Landwirt. Hiller war von 1981 bis 2008 Abgeordneter zum Landtag von Niederösterreich.

## Leben
Hiller besuchte die Volks- und Hauptschule und war beruflich als Landwirt aktiv. Er hatte zwischen 1976 und 1980 die Funktion des Hauptbezirksobmanns der Jungen Volkspartei inne und war zwischen 1977 und 1997 Bezirksbauernratsobmann. Ab 1980 war er zudem Bezirksbauernkammerobmann. Hiller vertrat die ÖVP ab dem 9. April 1981 im Niederösterreichischen Landtag. Nachdem er bei der Landtagswahl 2008 nicht mehr kandidierte, schied er per 10. April 2008 aus dem Landtag aus.

## Auszeichnungen
- 2005: Großes Silbernes Ehrenzeichen für Verdienste um die Republik Österreich[2]